# CHL Import Draft 1996
CHL Import Draft 1996 – 5. draft CHL w historii. Łącznie wybrano 70 zawodników.

## Wybrani
Pozycje: B – bramkarz, O – obrońca, C – center, LS – lewoskrzydłowy, PS – prawoskrzydłowy

Ligi: OHL – Ontario Hockey League, QMJHL – Quebec Major Junior Hockey League, WHL – Western Hockey League

### Runda 1
| #  | Zawodnik (pozycja)     | Pochodzenie | Klub macierzysty      | Klub wybierający (liga)       |
| -- | ---------------------- | ----------- | --------------------- | ----------------------------- |
| 1  | Maksim Spiridonow (PS) | Rosja       | Smiths Falls Bears    | London Knights (OHL)          |
| 3  | Dmytro Jakuszyn (B)    | Ukraina     | Pembroke Lumber Kings | Winnipeg Ice (WHL)            |
| 5  | Richard Lintner (O)    | Słowacja    | HC Dukla Trenczyn     | Moncton Alpines (QMJHL)       |
| 6  | Zdeno Chára (O)        | Słowacja    | HC Dukla Trenczyn     | Prince George Cougars (WHL)   |
| 8  | Ołeh Tymczenko (LS)    | Ukraina     | Muskoka Bears         | Rouyn-Noranda Huskies (QMJHL) |
| 15 | Oleg Kwasza (LS)       | Rosja       | CSKA Moskwa           | Owen Sound Platers (OHL)      |
| 16 | Aleksiej Wasiljew (O)  | Rosja       | Torpedo 2 Jarosław    | Halifax Mooseheads (QMJHL)    |
| 33 | Rostysław Sahło (LS)   | Ukraina     | Cobourg Cougars       | Val-d’Or Foreurs (QMJHL)      |
| 36 | Dmytro Tołkunow (O)    | Ukraina     | Sokił Kijów           | Hull Olympiques (QMJHL)       |
| 41 | Tomáš Kaberle (O)      | Czechy      | HC Kladno             | Ottawa 67’s (OHL)             |
| 42 | Hennadij Razin (O)     | Ukraina     | St. Albert Sainta     | Kamloops Blazers (WHL)        |

### Runda 2
| #  | Zawodnik (pozycja)    | Pochodzenie | Klub macierzysty       | Klub wybierający (liga)  |
| -- | --------------------- | ----------- | ---------------------- | ------------------------ |
| 54 | Władimir Antipow (LS) | Rosja       | Torpedo 2 Jarosław     | Windsor Spitfires (OHL)  |
| 64 | Maksim Sołowjow (O)   | Rosja       | CSKA 2 Moskwa          | Val-d’Or Foreurs (QMJHL) |
| 65 | Aleksiej Morozow (PS) | Rosja       | Krylja Sowietow Moskwa | Regina Pats (WHL)        |